# Matthew Henson
Matthew Alexander Henson (ur. 8 sierpnia 1866 w Charles County, zm. 9 marca 1955 w Nowym Jorku) – amerykański podróżnik i odkrywca, jeden z pierwszych zdobywców bieguna północnego.

## Życiorys

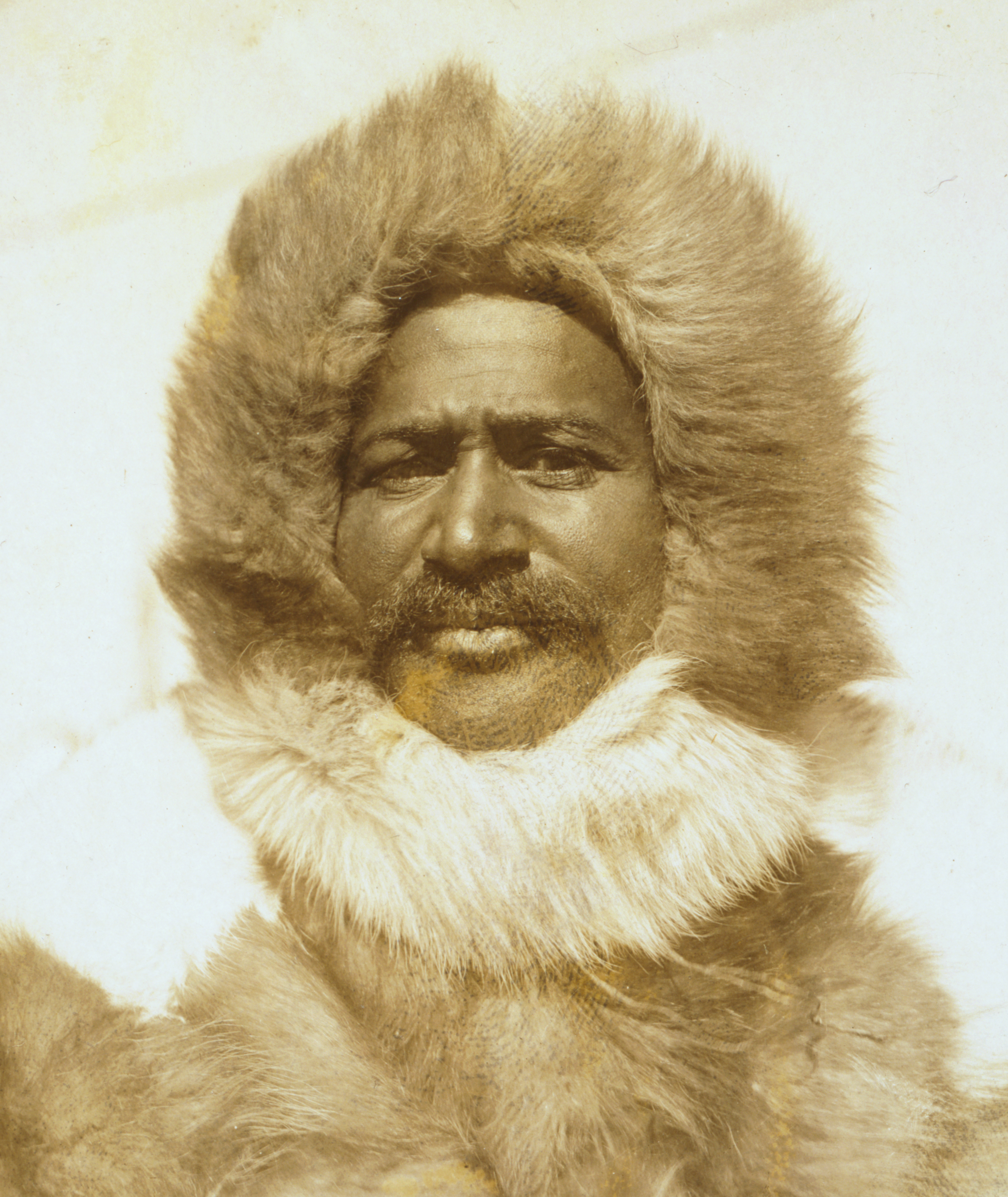
Matthew Henson (1910)

Urodzony 8 sierpnia 1866 r. Wcześnie osierocony, wychował się w Baltimore. W wieku 13 lat został pokojowym na statku, którego kapitan nauczył go czytać i pisać. W następnych latach pracował w sklepie w Waszyngtonie, gdzie w 1887 r. poznał Roberta Peary'ego.
Henson został osobistym służącym Roberta Peary'ego i brał udział w wielu jego wyprawach polarnych, m.in. w 1900 i 1909 r. Jako doświadczony polarnik i zaufany człowiek Peary'ego wziął udział w decydującej fazie wyprawy na biegun północny. 1 kwietnia 1909 Peary odesłał zespół pomocniczy z ostatniego obozu położonego na szerokości geograficznej 87°47' N i wraz z Hensonem oraz czterema Inuitami ruszył na północ. 7 kwietnia podróżnicy jako pierwsi ludzie w historii najprawdopodobniej dotarli na biegun północny.
Henson wierzył później i utrzymywał, że to on jako pierwszy stanął na biegunie północnym. Po zakończeniu wypraw polarnych pracował w urzędzie celnym w Nowym Jorku. Zmarł w 1955 roku.
6 kwietnia 1988 r. jego prochy wraz z prochami żony przeniesiono na Narodowy Cmentarz w Arlington, gdzie spoczął obok Roberta Peary'ego. W 1996 r. statek oceanograficzny nazwano U.S.N.S Henson, a w 2000 r. uhonorowano Hensona za wkład w eksplorację bieguna północnego Medalem Hubbarda.

## Henson w filmie
Historię życia Hensona i Peary'ego przedstawiono w 1998 w filmie Triumf odwagi (Glory and Honor) wyreżyserowanym przez Kevina Hooksa. Matthew Hensona zagrał Delroy Lindo, a Roberta Peary'ego Henry Czerny.